# Bob Marley
Robert Nesta "Bob" Marley (n. 6 februarie 1945, Jamaica - d. 11 mai 1981, Miami, SUA) a fost un cantautor jamaican, muzician și chitarist care a dobândit faimă și recunoștință internațională, combinând în mare parte reggae, ska și rocksteady în compozițiile sale. Începând în 1963 cu grupul The Wailers, a inițiat o compoziție și un stil vocal distinctiv care mai târziu va rezona cu audiențe în toată lumea. The Wailers vor lansa unele dintre primele înregistrări reggae cu producătorul Lee "Scratch" Perry.
După ce The Wailers s-au despărțit în 1974, Marley a urmat o carieră solo, odată cu mutarea lui în Anglia, care a culminat cu lansarea albumului Exodus în 1977, care i-a stabilit reputația în întreaga lume și i-a produs statutul ca fiind unul dintre artiștii cu cele mai mari vânzări din toate timpurile, cu vânzări de peste 75 de milioane de înregistrări. Exodus a stat în topurile britanice pentru cincizeci și șase de săptămâni consecutive. Acesta includea patru hit single-uri în Marea Britanie: "Exodus", "Waiting in Vain", "Jamming" și "One Love". În 1978 a lansat albumul Kaya, care a inclus hit single-urile "Is This Love" și "Satisfy My Soul".
Diagnosticat cu un tip de melanom malign în 1977, Marley a murit pe 11 mai 1981, în Miami, la vârsta de 36 de ani. El a fost un practicant Rastafari care s-a inspirat în muzica lui cu un sens de spiritualitate. Este considerat unul dintre cei mai influenți muzicieni din toate timpurile și creditat cu popularizarea muzicii reggae în întreaga lume, fiind și un simbol al culturii și identității jamaicane. Marley a evoluat de asemenea într-un simbol global, care a fost comercializat la nesfârșit printr-o varietate de medii.

## Biografie

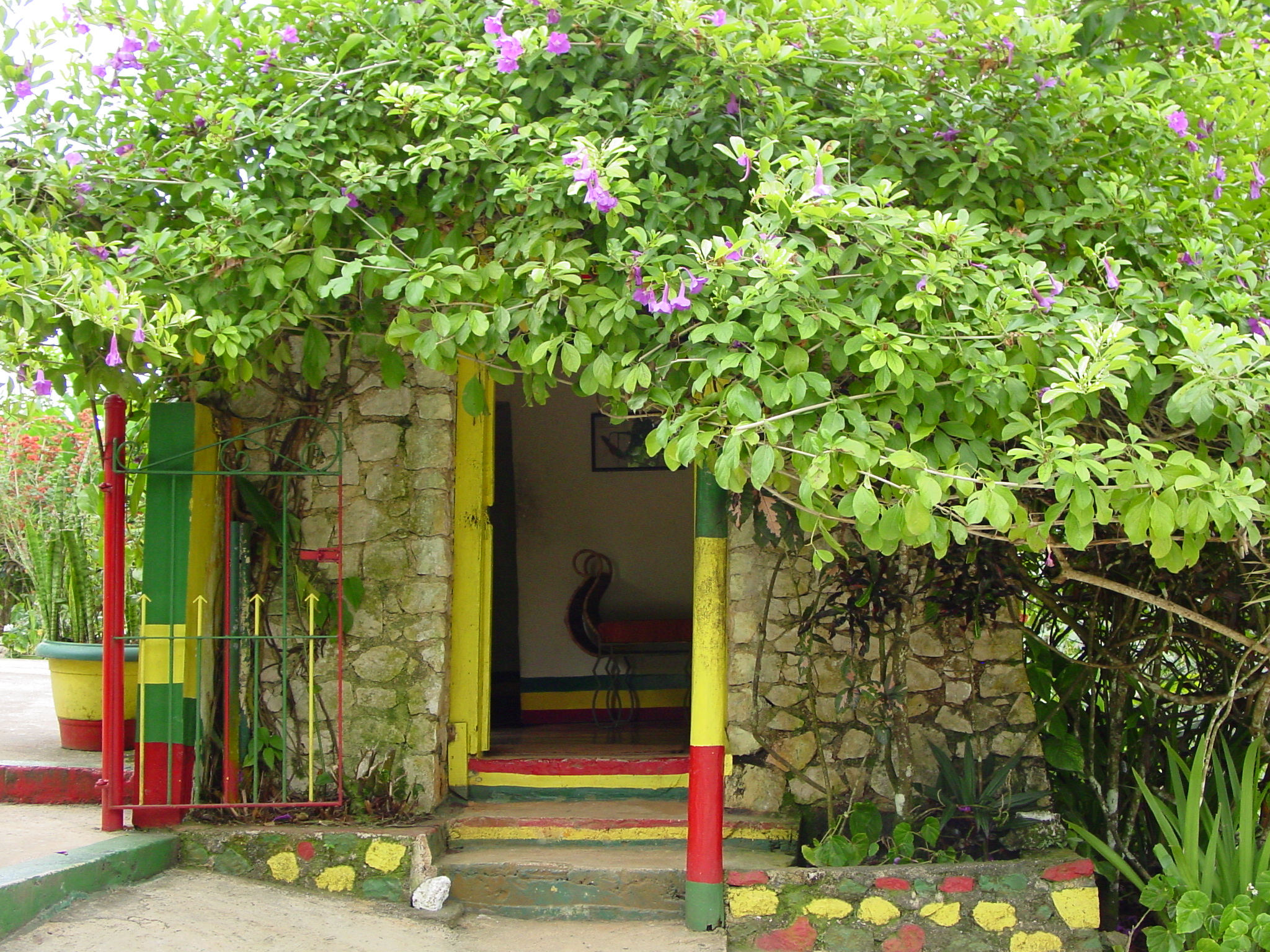
Casa din Nine Miles în care a copilărit Bob Marley.

Robert Nesta Marley, născut în Nine Miles (Rhoden Hall, Saint Ann) o mică localitate în nordul insulei Jamaica, din Marea Caraibilor, era fiul lui Cedella Booker, jamaicană de 18 ani și a lui Norval Marley, căpitan britanic de 50 ani. Norval s-a dezis de fiul său, de teama unei retrogradări. La sfârșitul anilor 50, Bob s-a mutat cu mama sa la Kingston, capitala unde locuitorii din zonele rurale veneau în speranța îmbunătățirii vieții lor. Din nefericire, pentru majoritatea, destinul în capitală însemna periferii sărace. Bob a crescut în această ambianță, unde impreună cu un prieten pe nume Neville O’Riley Livingston (Bunny) au început să compună și să cânte melodii. Amândoi erau influențați de muzica pe care o ascultau la radio, muzica transmisă de posturile din SUA (Ray Charles, Curtis Mayfield, Brook Benton sau Fats Domino, și de asemeni grupul The Drifters - foarte popular în Jamaica). În paralel, Bob a găsit de lucru la o turnătorie, unde a suferit un accident de muncă - arsură la un ochi. Atât Bob cât și Bunny au primit ajutor în muzică de la Joe Higgs, un cântăreț care-și câștigase deja o faimă în Jamaica, dar ca să-și asigure existența, preda și ore de muzică începătorilor. Într-una dintre aceste ore, Bob și Bunny au cunoscut un alt tânar muzician, Winston Hubert McIntosh (Peter Tosh). In 1962 Bob Marley a participat la o auditie pentru producator muzical Leslie Kong. Acesta, impresionat, i-a invitat in studio sa inregistreze cateva melodii. Anul urmator Bob si-a dat seama ca cea mai buna cale pentru a-si indeplini visul era sa–si faca o formatie. Le-a impartasit ideea lui Bunny si Peter si toti trei au format "Wailing Wailers". Noua formatie a castigat simpatia percutionistului rastafari Alvin Patterson, care i-a prezentat producatorului Clement Dodd. La mijlocul anului 1963 Dodd a vazut formatia Wailing Wailers si s-a hotarat sa promoveze grupul. Au lansat primul lor single, "Summer Down", la casa de discuri Coxsone la sfarsitul lui 1963. Formatia originala era compusa din Bob, Bunny, Peter, Junior Braithwaite si doi coristi, Beverly Kelso si Cherry Smith.
Intre timp, mama lui Bob, Cedella, se casatorise din nou si se mutase in Delaware, in SUA, dupa un efort financiar deosebit. Ea dorea sa-i dea lui Bob o viata noua in aceasta tara. Inainte de calatorie, el a cunoscut-o pe Rita Anderson si in 10 februarie 1966 cei doi s-au casatorit. Bob Marley a stat aproape opt luni cu mama sa in Wilmington, Delaware. Aici a reusit sa gaseasca de munca in schimbul de noapte la un service pentru Chrysler. Bob ajunge in Kingston in octombrie 1966, la sase luni dupa vizita Majestatii sale Imperiale Haile Selassie, din Etiopía, care a impulsionat si a reinnoit miscarea rastafari din insula. Apropierea lui Bob de credinta Rastafari a inceput sa se reflecte si in muzica sa. Bob, a fost atat de prins de aceata noua ideologie incat i-a chemat pe Peter si Bunny pentru a forma un nou grup; asa apare “miticul “ "The Wailers". Rita de asemeni a inceput carierea sa ca solista cu un important succes "Pied Piper", o versiune a unei melodii pop englezesti. In Jamaica, ritmurile frenetice sunt inlocuite cu ritmuri mai lente si mai senzuale numite rock-steady. Credinta rastafari a celor de la Wailers a reusit sa-l coopteze si pe Dodd si impreuna au fondat propria lor casa discografica numita "Wail’N’Soul". In afara catorva succese, ea nu a raspuns asteptarilor, fiind inchisa in 1967. Grupul a mai supravietuit facand compozitii pentru o companie asociata lui Johnny Nash, care in deceniul urmator va avea un deosebit succes cu una din melodiile lui Bob, "Stir It Up".
The Wailers au cunoscut un om care le-a revolutionat munca, Lee Perry. Asocierea dintre Perry si grupul The Wailers va aduce succesul cu melodii ca "Soul Rebel", "Duppy Conqueror", "400 Years" si "Small Axe", melodii clasice ale viitorului curent reggae. In 1970, doi dintre cei mai mari muzicieni de pe insula s-au alipit la grup. Este vorba de Aston 'Family Man' Barrett si fratele sau, Carlton (bas si baterie).
In vara anului 1971 Bob a acceptat invitatia lui Johnny Nash de a-l acompania in Suedia , ocazie cu care a semnat un contract cu CBS, casa de discuri a cantaretului american. In primavara lui 1972 The Wailers au aterizat in Anglia pentru a face promotie discului "Reggae on Broadway", dar nu au avut prea mult succes. In disperare de cauza, Bob a vizitat studiourile de inregistrare Island Records, care au fost primele interesate de muzica jamaicana, iar aici l-a intalnit pe Chris Blackwell. Blackwell ii cunostea pe The Wailers si le-a oferit 4 milioane pentru a inregistra un album in conditiile celor mai avansate tehnici de care studioul dispunea. Acest prim album a fost "Catch A Fire", promovat puternic. Discul nu a fost un succes imediat, iar muzica si versurile lui Bob pline de incarcatura sociala, erau ceva cu totul diferit de ceea ce se canta pe atunci in Europa. Island a promovat un turneu al grupului prin Anglia si SUA, ceea ce era alta noutate pentru o formatie de reggae. The Wailers au cantat in Londra in aprilie 1973 si trei luni mai tarziu grupul s-a reintors in Jamaica. Bunny a parasit viata muzicala, abandonand grupul inainte de turneul in SUA. In locul sau intra Joe Higgs, vechiul profesor de muzica a celor de la The Wailers. In SUA au participat la cateva concerte ale lui Bruce Springsteen si Sly & The Family Stone, principalul grup cu muzicieni de culoare din State la acel moment.
In 1973 grupul a lansat cel de-al doilea album cu Island Records, "Burnin’", un disc ce includea noile versiuni ale unor cantece mai importante ca: "Duppy Conqueror", "Small Axe" si "Put It On", alaturi de "Get Up, Stand Up" si "I Shot The Sheriff". Ultima piesa a fost aceea care l-a consacrat definitiv pe Bob Marley, ajungand, alaturi de Eric Clapton, sa ocupe primul loc la single-urile cele mai bine vandute in SUA. In 1974, Bob Marley a petrecut majoritatea timpului in studio lucrand pentru "Natty Dread", un album ce includea melodii ca "Talkin’ Blues", "No Woman No Cry", "So Jah Seh", "Revolution", "Them Belly Full (But We Hungry)" sau "Rebel Music (3 o’clock Roadblock)". Anul urmator , Bunny si Peter lasara definitiv grupul pentru a se dedica unor cariere solistice, ceea ce a făcut ca grupul sa fie cunoscut ca Bob Marley & The Wailers. "Natty Dread" a fost lansat in februarie 1975. 
In ceea ce priveste turneele, au facut doua, unul la Lyceum Ballroom din Londra, care a fost catalogat unul din cele mai bune ale acelei perioade , iar al doilea in noiembrie cand Bob a revenit in Jamaica pentru a canta intr-un concert umanitar alaturi de Stevie Wonder, acum insa ca o vedeta a tarii sale si a lumii. "Rastaman Vibrations", urmatorul album a fost lansat in 1976. Albumul continea melodii ca:"Crazy Baldhead", "Johnny Was", "Who The Cap Fit" si poate cea mai semnificativa ca toate, "War", ale carei versuri erau extrase dintr-un discurs al Imparatului Haile Selassie, la ONU .
Bob Marley era pe atunci un activist non-politic in Jamaica, un muzician consacrat, un sustinator al miscarii rastafari. Bob Marley a hotarat sa dea un concert gratuit in Parcul Eroilor Natiunii din Kingston, pe 5 decembrie 1976, cu intentia explicita sa promoveze pacea. Dupa anuntul concertului, guvernul convoca alegeri pentru 20 decembrie. In ziua de 3 decembrie, doua zile inainte de “Smile Jamaica”, Bob, sotia sa Rita, Lewis Griffith si managerul Don Taylor au fost raniti intr-un atentat cu arma , provocat de niste necunoscuti, desi se presupunea ca insasi CIA fusese implicata in aceasta lovitura. In interiorul casei din 56 Hope Road, Jamaica, Bob a fost ranit de focurile de arma trase , in piept, foarte aproape de inima si la un brat; sotia sa Rita la cap , Lewis Griffith in stomac iar managerul Don Taylor a fost de asemeni spitalizat deoarece s-a aflat pe linia focurilor de arma .
Din fericire recuperarea a fost completa . Doua zile dupa atentat , Bob si-a improvizat o platforma pe care a cantat. Cand a fost intrebat pentru ce, el a raspuns: “ Oamenii care traiesc si incearca sa faca aceasta lume mai rea nu-si permit nici o zi libera, cum as putea eu sa-mi iau una cand incerc sa fac putina lumina in obscuritate? “ A fost ultima reprezentatie a lui Bob in Jamaica pentru urmatoarele 18 luni. Temandu-se de un alt atentat, a parasit insula si a plecat sa traiasca la Londra. Acolo a inregistrat urmatorul album, "Exodus", unul din cele mai importante din cariera sa si din reggae.

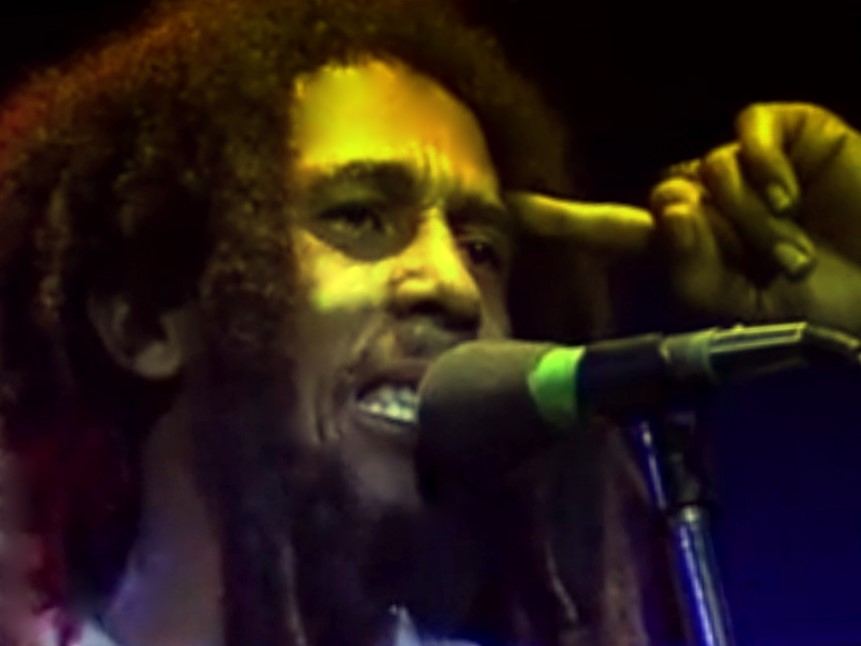
Bob Marley concertând în Stockholm, 1978

Lansat in vara aceluiasi an, "Exodus" a consolidat statutul international al grupului , ramanand in topul din Marea Britanie timp de 56 de saptamani si avand 3 single-uri - "Waiting In Vain", "Exodus" si "Jamming’" – ca mari succese mediatice. In 1978 grupul a obtinut un nou succes cu "Kaya", care a reusit sa ocupe locul patru in Anglia in saptamana imediat urmatoare lansarii. De pe acest album au fost scoase doua single-uri, "Satisfy My Soul" si "Is This Love?". In aprilie 1978 se intoarce in Jamaica pentru "One Love Peace Concert". A fost tot atunci invitat la sediul ONU in New York pentru a primi Medalia Pacii iar la sfarsitul anului Bob a plecat intr-o calatorie in Africa pentru prima data, unde a vizitat pentru inceput Kenya si apoi Etiopía, locul spiritual al miscarii rastafari. Grupul abia terminase un turneu prin Europa si SUA. Acest turneu i-a servit ca material pentru al doilea album live "Babylon By Bus". "Survival", al noualea album al lui Bob Marley cu Island a fost lansat in vara lui 1979. Includea "Zimbabwe", un imn pentru Rodesia, care isi castigase libertatea, alaturi de "So Much Trouble In The World", "Ambush In The Night" si "Africa Unite". Cum indica si coperta care continea drapelele natiunilor independente, "Survival" a fost un album omagial pentru cauza panafricana. In aprilie 1980, formatia a fost invitata oficial de guvernul recent eliberatei Zimbabwe pentru a canta la ceremonia dedicata independentei noii natiuni. Urmatorul disc al grupului, "Uprising", a fost lansat in mai 1980 si a avut un succes imediat cu "Could You Be Loved?". Albumul mai continea si "Coming In From The Cold", "Work" si faimosul "Redemption Song". The Wailers au pornit in cel mai mare turneu european, sfidand orice record de asistenta . Agenda includea un concert pentru 100.000 de persoane la Milano , cel mai mare din istoria grupului. Bob Marley & The Wailers erau grupul cu cel mai mare turneu din acel an. "Uprising" figura in toate topurile din Europa. Era o perioada de maxim optimism si isi faceau planuri pentru un turneu in SUA in compania lui Stevie Wonder, la sfarsitul anului.
Dupa terminarea turneului european, Bob Marley si grupul pornira spre SUA. Bob planificase doua concerte in Madison Square Garden, dar se imbolnavi grav. Cu trei ani inainte, in Londra, s-a ranit la un deget de la picior in timp ce juca fotbal. Rana netratata s-a dovedit a fi cancerigena si cu toate ca a tratat-o apoi in Miami, a continuat sa se extinda. In 1980, cancerul incepuse sa se propage prin tot corpul lui Bob. A putut sa-si controleze boala timp de opt luni facand tratament la clinica doctorului Joseph Issels, in Baviera. Tratamentul lui Issels starnea multe polemici pentru ca folosea numai remedii naturale. Pentru un timp au parut ca sunt eficiente, in cazul lui Bob. La inceputul lui mai, parasea Germania pentru a se intoarce in Jamaica, dar nu a reusit sa-si termine calatoria.
Bob Marley a murit intr-un spital din Miami la 11 mai 1981. Cu o luna inainte, Bob fusese decorat cu Ordinul de Merit al Jamaicai, a treia mare onoare a natiunii, ca semn de recunoastere a inestimabilei sale contributii aduse culturii acestei tari. Pe 21 mai 1981, onorabilului Robert Nesta Marley O. M. i se faceau funeralii oficiale din partea poporului jamaican. Dupa funeralii corpul lui Bob a fost inmormantat in satul sau natal, Nine Miles, in nordul insulei, unde se odihneste intr-un mausoleu. Bob Marley a murit la 36 de ani. .
In 2005, Rita Anderson, vaduva lui Marley, a scris o biografie ("No Woman, No Cry") in care l-a criticat dur pe cel care i-a fost sot. Dupa Rita, perechea locuia intr-o coliba, Bob avea doar o pereche de indispensabili, pe care ea ii spala in fiecare noapte . De asemeni, a afirmat ca steaua reggae avea nenumarate amante in Kingston si nenumarati copii cu acestea, lista descendentilor lui Bob fiind imensa; in 1968 a avut un fiu, Ziggy Marley, cu Rita Anderson, in 1970, a avut un fiu numit Robbie cu Lucille Williams, una din “logodnicele sale “ in Trench Town. Janet Hunt l-a nascut pe Rohan Marley (viitorul sot al lui Lauryn Hill). Numeroasele sale calatorii la Londra au adus-o si pe Karen Marley, fata unei englezoaice pe nume Janet Bowen. O jamaicana nascuta in Barbados, Lucy Pounder, l-a avut cu Bob pe Julian Marley.
O alta logodnica, campioana caribeana de ping pong Anita Bellnavis, a devenit mama lui Kymani Marley. In 1975, Cindy Breakspeare, care era pe punctul de a deveni Miss Mundo, l-a nascut pe Damian Marley. O alta “logodnica “ era actrita Esther Anderson, care a fost si cu Marlon Brando si Chris Blackwell.
Toate aceste afirmatii nu au convenit guvernului jamaican, mai ales ca Anderson a anuntat ca dorea deshumarea trupului sotului sau pentru a-l inmormanta la Shashemene, in Etiopia, unde imparatul Haile Selassie a cedat o suprafata pentru rastafarii jamaicani care sunt rezidenti in aceasta localitate. Relatia dintre guvernul jamaican si Anderson era critica, mai ales ca guvernul il considera pe Bob un idol si o puternica atractie turistica pentru straini. De asemeni, casa muzeu a lui Bob era si ea o reclama pentru insula. Departe de a aplana neintelegerile, Anderson a reamintit guvernului ca in tara sa natala, in Jamaica, Bob a fost impuscat in casa si a trebuit sa se autoexileze. “Bob ar fi preferat sa se odihneasca in continentul african decat pe o insula unde stramosii sai au fost luati si folositi ca sclavi.” a concis văduva lui Bob.

## Ultimii ani

### Diagnosticarea cancerului
Bob Marley având un caracter foarte nobil, în 1965 a fost jefuit, spărgătorii neștiind că, cântărețul se afla în casă, și s-a ales cu o bătaie zdravănă. Câteva ore mai târziu a urcat pe scenă și a cântat. La întrebările admiratorilor de ce a refuzat spitalizarea, acesta le-a spus ,,dacă răufăcătorii nu au pauză , eu de ce aș avea”. Bob Marley a murit de melanom, cancer al pielii. Totul a pornit de la o rană avută la unul din degetele de la picior. Constatând că rana nu se închide și că nu este o speranță de a se vindeca, Bob Marley a fost nevoit să se deplaseze la un consult medical, unde diagnosticul a fost cancer de piele; ca boala să nu evolueze, era necesară amputarea degetului de la picior. Datorită convingerilor religioase, Bob Marley a refuzat operația, continuându-și turneul. Simțindu-se tot mai rău, el a acceptat în vara anului 1977 să fie operat. La acea vreme, operația a fost considerată un succes.
În septembrie 1980, Marley era foarte slăbit și aproape că a leșinat pe scena din New York în timp ce susținea un concert. A doua zi de la incident, Marley s-a prăbușit în timp ce făcea jogging în Central Park și a fost dus la spital. Acolo a fost diagnosticat cu tumoră la creier, probabil urmare a cancerului de piele. Medicii au considerat că nu mai avea de trăit mai mult de o lună. În ciuda faptului că se simțea rău, artistul a mai susținut un spectacol în Pittsburgh, după care a fost dus la Miami unde medicii au descoperit că melanomul nu a afectat doar pielea, ci și creierul, plămânii și stomacul. Opt luni mai târziu Marley s-a stins din viață.

## Religie
Miscarea Rastafari
A fost botezat de către Arhiepiscopul Bisericii Ortodoxe Etiopiene, Abuna Yesehaq, in Kingston, Jamaica la data de 4 noiembrie 1980.
A folosit sacramentul religios ganja, planta de cannabis, de fiecare dată, înainte de a intra în Biserică. Planta de cannabis folosită în ritual religios amplifică trăirile spirituale. Când a fost botezat, Bob Marley a plâns intens.

## Copii
Bob Marley a avut 12 copii: trei cu soția sa, Rita, doi adoptați din foste relații ale Ritei ṣi restul de 7 cu alte femei.
1. Sharon, 23 noiembrie 1964, din o fostă relație a Ritei;
2. Cedella, 23 august 1967, cu Rita;
3. David „Ziggy”, 17 octombrie 1968, cu Rita;
4. Stephen, 20 aprilie 1972, cu Rita;
5. Robert "Robbie", 16 mai 1972, cu Pat Williams;
6. Rohan, 19 mai 1972, cu Janet Hunt;
7. Karen, 1973 cu Janet Bowen;
8. Stephanie, 17 august 1974, din o fostă relație a Ritei;
9. Julian, 4 iunie 1975, cu Lucy Pounder;
10. Ky-Mani, 26 februarie 1976, cu Anita Belnavis;
11. Damian, 21 iulie 1978, cu Cindy Breakspeare;
12. Makeda, 30 mai 1981, cu Yvette Crichton.

## Discografie
[1961] - Judge Not
[1965] - The Wailing Wailers
[1968] - Rock To The Rock
[1969] - Keep On Skanking
[1970] - Soul Rebels
[1971] - Soul Revolution
[1971] - Soul Revolution Part II
[1971] - The Best Of The Wailers
[1972] - Satisfy My Soul
[1973] - African Herbsman
[1973] - Burnin'
[1973] - Catch A Fire
[1973] - Talkin' Blues
[1974] - Natty Dread
[1974] - Rasta Revolution
[1975] - Live From The Lyceum
[1975] - Live!
[1976] - Live Jam
[1976] - Rastaman Vibration
[1977] - Exodus
[1977] - Live From London
[1978] - Babylon By Bus
[1978] - Kaya
[1978] - One Love Peace Concert
[1979] - Live From Kingston
[1979] - Survival
[1980] - Live From Rockpalast
[1980] - Uprising
[1983] - Confrontation

## Official studio albums
| Album                             | Band                     | Release Date      | Label            |
| --------------------------------- | ------------------------ | ----------------- | ---------------- |
| The Wailing Wailers               | The Wailers              | 1965              | Studio One       |
| Soul Rebels                       | The Wailers              | December 1970     | Upsetter/Trojan  |
| Soul Revolution                   | The Wailers              | 1971              | Upsetter/Trojan  |
| Soul Revolution Part II           | The Wailers              | 1971              | Upsetter/Trojan  |
| The Best of the Wailers           | The Wailers              | August 1971       | Beverley's       |
| Catch a Fire                      | The Wailers              | 13 aprilie 1973   | Island/Tuff Gong |
| African Herbsman                  | The Wailers              | July 1973         | Upsetter/Trojan  |
| Burnin' (Gold)                    | The Wailers              | 19 octombrie 1973 | Island/Tuff Gong |
| Rasta Revolution                  | Bob Marley & The Wailers | 1974              | Upsetter/Trojan  |
| Natty Dread                       | Bob Marley & The Wailers | 25 octombrie 1974 | Island/Tuff Gong |
| Rastaman Vibration (Gold)         | Bob Marley & The Wailers | 30 aprilie 1976   | Island/Tuff Gong |
| Exodus (Gold)                     | Bob Marley & The Wailers | 3 iunie 1977      | Island/Tuff Gong |
| Kaya (Gold)                       | Bob Marley & The Wailers | 23 martie 1978    | Island/Tuff Gong |
| Survival                          | Bob Marley & The Wailers | 2 octombrie 1979  | Island/Tuff Gong |
| Uprising (Gold)                   | Bob Marley & The Wailers | 10 iunie 1980     | Island/Tuff Gong |
| Confrontation (posthumous) (Gold) | Bob Marley & The Wailers | 23 mai 1983       | Island/Tuff Gong |

## Mostre audio
- Fișier audio „Bob Marley & The Wailers - Simmer Down (1964).ogg” inexistent

## Official live albums by Bob Marley & The Wailers
| Album                               | Date              | Label            |
| ----------------------------------- | ----------------- | ---------------- |
| Live! (Gold)                        | 5 decembrie 1975  | Island/Tuff Gong |
| Babylon by Bus                      | 10 noiembrie 1978 | Island/Tuff Gong |
| Talkin' Blues (recorded in 1973)    | 4 februarie 1991  | Island/Tuff Gong |
| Live at the Roxy (recorded in 1976) | 24 iunie 2003     | Island/Tuff Gong |